# Lijst van onroerend erfgoed in Langemark-Poelkapelle
Een overzicht van het onroerend erfgoed in de gemeente Langemark-Poelkapelle. Het onroerend erfgoed maakt onderdeel uit van het cultureel erfgoed in België.

## Bouwkundig erfgoed
| Object                                                                | Erfgoedstatus? | Bouwjaar of architect | Deelgemeente | Adres                                        | Coördinaten                   | Nummer? | Afbeelding                                                            |
| --------------------------------------------------------------------- | -------------- | --------------------- | ------------ | -------------------------------------------- | ----------------------------- | ------- | --------------------------------------------------------------------- |
| Steenpoorthoeve                                                       |                |                       | Langemark    | Bikschotestraat 48                           | 50° 55' 6" NB, 2° 53' 23" OL  | 44061   | Steenpoorthoeve                                                       |
| Eenheidsbebouwing van vijf burgerhuizen                               |                |                       | Langemark    | Boezingestraat 14-22                         | 50° 54' 43" NB, 2° 55' 16" OL | 44062   | Eenheidsbebouwing van vijf burgerhuizen                               |
| Herberg-afspanning                                                    |                |                       | Langemark    | Boezingestraat 37                            | 50° 54' 39" NB, 2° 55' 10" OL | 44066   | Herberg-afspanning                                                    |
| Café Hagebos                                                          |                |                       | Langemark    | Boezingestraat 158                           | 50° 54' 10" NB, 2° 54' 3" OL  | 44067   | Café Hagebos                                                          |
| Hoeve met losse bestanddelen                                          |                |                       | Langemark    | Boezingestraat 160                           | 50° 54' 0" NB, 2° 53' 47" OL  | 44068   | Hoeve met losse bestanddelen                                          |
| Parochiekerk Sint-Juliaan                                             |                |                       | Langemark    | Brugseweg                                    | 50° 53' 25" NB, 2° 56' 16" OL | 44069   | Parochiekerk Sint-Juliaan                                             |
| Canadees gedenkteken The Brooding Soldier                             | Monument       |                       | Langemark    | Brugseweg                                    | 50° 53' 59" NB, 2° 56' 26" OL | 44070   | Canadees gedenkteken The Brooding Soldier                             |
| Burgerhuis                                                            |                |                       | Langemark    | Brugseweg 37                                 | 50° 53' 21" NB, 2° 56' 8" OL  | 44071   | Burgerhuis                                                            |
| Pastorie                                                              |                |                       | Langemark    | Brugseweg 40                                 | 50° 53' 26" NB, 2° 56' 15" OL | 44072   | Pastorie                                                              |
| Hoeve met losse bestanddelen                                          |                |                       | Langemark    | Brugseweg 105                                | 50° 53' 44" NB, 2° 56' 16" OL | 44073   | Hoeve met losse bestanddelen                                          |
| Hoeve Wijngaerdhof                                                    |                |                       | Langemark    | Bruine Broekstraat 6                         | 50° 53' 48" NB, 2° 55' 2" OL  | 44074   | Hoeve Wijngaerdhof                                                    |
| Tuinwijk                                                              |                |                       | Langemark    | Cayennestraat 24, 24A-B, 26-30, 34-56, 60-62 | 50° 54' 32" NB, 2° 55' 14" OL | 44075   | Tuinwijk                                                              |
| Hoeve Mosscher ambacht                                                |                |                       | Langemark    | Diksmuidestraat 18                           | 50° 54' 51" NB, 2° 53' 6" OL  | 44076   | Hoeve Mosscher ambacht                                                |
| Hoeve met losse bestanddelen                                          |                |                       | Langemark    | Eeckhoutmolenstraat 15                       | 50° 54' 42" NB, 2° 56' 28" OL | 44078   | Hoeve met losse bestanddelen                                          |
| Hoeve Hof ter Craybeke                                                |                |                       | Langemark    | Groenestraat 16                              | 50° 54' 41" NB, 2° 53' 43" OL | 44079   | Hoeve Hof ter Craybeke                                                |
| Steenbakkerij                                                         |                |                       | Langemark    | Groenestraat                                 | 50° 54' 22" NB, 2° 53' 49" OL | 44080   | Steenbakkerij                                                         |
| Wederopbouwhoeve                                                      |                |                       | Langemark    | Haezeweidestraat 20                          | 50° 53' 7" NB, 2° 56' 23" OL  | 44081   | Wederopbouwhoeve                                                      |
| Landhuis, vandaag gemeentehuis                                        |                |                       | Langemark    | Kasteelstraat 1                              | 50° 54' 53" NB, 2° 55' 3" OL  | 44082   | Landhuis, vandaag gemeentehuis                                        |
| Eenheidsbebouwing van dorpswoningen                                   |                |                       | Langemark    | Klerkenstraat 21-31                          | 50° 54' 54" NB, 2° 55' 9" OL  | 44083   | Eenheidsbebouwing van dorpswoningen                                   |
| Eenheidsbebouwing van dorpswoningen                                   |                |                       | Langemark    | Klerkenstraat 43-49                          | 50° 54' 57" NB, 2° 55' 6" OL  | 44084   | Eenheidsbebouwing van dorpswoningen                                   |
| Hoeve Eeckhoutthiende                                                 |                |                       | Langemark    | Klerkenstraat 88                             | 50° 55' 20" NB, 2° 54' 53" OL | 44085   | Hoeve Eeckhoutthiende                                                 |
| Parochiekerk Onze-Lieve-Vrouw Onbevlekt Ontvangen                     |                |                       | Langemark    | Klerkenstraat 165                            | 50° 56' 8" NB, 2° 55' 45" OL  | 44087   | Parochiekerk Onze-Lieve-Vrouw Onbevlekt Ontvangen                     |
| Klooster en schooltje van de zusters apostolinnen                     |                |                       | Langemark    | Klerkenstraat 128, 128A, 130                 | 50° 56' 6" NB, 2° 55' 41" OL  | 44088   | Klooster en schooltje van de zusters apostolinnen                     |
| Wederopbouwhoeve                                                      |                |                       | Langemark    | Korte Eeckhoutmolenstraat 12                 | 50° 54' 49" NB, 2° 55' 48" OL | 44089   | Wederopbouwhoeve                                                      |
| Parochiekerk Sint-Paulus Bekering                                     |                |                       | Langemark    | Markt                                        | 50° 54' 49" NB, 2° 55' 9" OL  | 44090   | Parochiekerk Sint-Paulus Bekering                                     |
| Burgerhuis                                                            |                |                       | Langemark    | Markt 15                                     | 50° 54' 51" NB, 2° 55' 10" OL | 44091   | Burgerhuis                                                            |
| Pastorie                                                              |                |                       | Langemark    | Markt 20                                     | 50° 54' 50" NB, 2° 55' 14" OL | 44092   | Pastorie                                                              |
| Wegkapel                                                              |                |                       | Langemark    | O.L.Vrouwstraat                              | 50° 53' 52" NB, 2° 56' 37" OL | 44093   | Wegkapel                                                              |
| Steenakkermolen                                                       | Monument       |                       | Langemark    | O.L.Vrouwstraat                              | 50° 53' 51" NB, 2° 56' 54" OL | 44094   | Steenakkermolen                                                       |
| Langgestrekte hoeve                                                   |                |                       | Langemark    | O.L.Vrouwstraat 10                           | 50° 53' 36" NB, 2° 57' 52" OL | 44095   | Langgestrekte hoeve                                                   |
| Hoeve met losse bestanddelen                                          |                |                       | Langemark    | Peperstraat 2                                | 50° 53' 59" NB, 2° 55' 16" OL | 44096   | Hoeve met losse bestanddelen                                          |
| Wegkapelletje                                                         |                |                       | Langemark    | Peperstraat                                  | 50° 53' 22" NB, 2° 56' 3" OL  | 44097   | Wegkapelletje                                                         |
| Wederopbouwhoeve                                                      |                |                       | Langemark    | Felix Nadarstraat 2                          | 50° 52' 44" NB, 2° 56' 14" OL | 44098   | Wederopbouwhoeve                                                      |
| Twee tweegezinswoningen                                               |                |                       | Langemark    | Poelkapellestraat 51-57                      | 50° 54' 53" NB, 2° 55' 31" OL | 44099   | Twee tweegezinswoningen                                               |
| Wederopbouwhoeve                                                      |                |                       | Langemark    | Poelkapellestraat 83                         | 50° 55' 2" NB, 2° 56' 15" OL  | 44100   | Wederopbouwhoeve                                                      |
| Afspanning 't Halfweghehuys                                           |                |                       | Langemark    | Poelkapellestraat 87                         | 50° 55' 5" NB, 2° 56' 28" OL  | 44101   | Afspanning 't Halfweghehuys                                           |
| Herberg-afspanning De meiboom                                         |                |                       | Langemark    | Poelkapellestraat 76                         | 50° 55' 3" NB, 2° 55' 59" OL  | 44102   | Herberg-afspanning De meiboom                                         |
| Brits oorlogsmonument                                                 |                |                       | Langemark    | Roeselarestraat                              | 50° 52' 34" NB, 2° 55' 49" OL | 44103   | Brits oorlogsmonument                                                 |
| Station Langemark en stationschefwoning                               |                |                       | Langemark    | Statiestraat 22, Nieuwe Kalsijde 21          | 50° 54' 52" NB, 2° 54' 49" OL | 44104   | Station Langemark en stationschefwoning                               |
| Eclectische eenheidsbebouwing                                         |                |                       | Langemark    | Statiestraat 59-63                           | 50° 54' 49" NB, 2° 54' 47" OL | 44105   | Eclectische eenheidsbebouwing                                         |
| Gemeentehuis van Langemark                                            |                |                       | Langemark    | Zonnebekestraat 1                            | 50° 54' 49" NB, 2° 55' 17" OL | 44106   | Gemeentehuis van Langemark                                            |
| Hoekhuis Villa Maria                                                  |                |                       | Langemark    | Zonnebekestraat 7                            | 50° 54' 48" NB, 2° 55' 18" OL | 44107   | Hoekhuis Villa Maria                                                  |
| Hoekhuis                                                              |                |                       | Langemark    | Zonnebekestraat 9                            | 50° 54' 48" NB, 2° 55' 18" OL | 44108   | Hoekhuis                                                              |
| Eenheidsbebouwing van burgerhuizen                                    |                |                       | Langemark    | Zonnebekestraat 17-21                        | 50° 54' 48" NB, 2° 55' 21" OL | 44109   | Eenheidsbebouwing van burgerhuizen                                    |
| Burgerhuis                                                            |                |                       | Langemark    | Zonnebekestraat 24                           | 50° 54' 46" NB, 2° 55' 19" OL | 44110   | Burgerhuis                                                            |
| Eclectische eenheidsbebouwing                                         |                |                       | Langemark    | Zonnebekestraat 30-32                        | 50° 54' 44" NB, 2° 55' 20" OL | 44111   | Eclectische eenheidsbebouwing                                         |
| Modelhoeve                                                            |                |                       | Langemark    | Zonnebekestraat 46                           | 50° 54' 39" NB, 2° 55' 29" OL | 44112   | Modelhoeve                                                            |
| Hoeve met losse bestanddelen                                          |                |                       | Langemark    | Zonnebekestraat 74                           | 50° 54' 16" NB, 2° 55' 46" OL | 44114   | Hoeve met losse bestanddelen                                          |
| Wederopbouwhoeve                                                      |                |                       | Langemark    | Zonnebekestraat 80                           | 50° 53' 59" NB, 2° 56' 16" OL | 44115   | Wederopbouwhoeve                                                      |
| Langgestrekt hoevetje                                                 |                |                       | Langemark    | Zonnebekestraat 81-83                        | 50° 54' 14" NB, 2° 56' 6" OL  | 44116   | Langgestrekt hoevetje                                                 |
| Parochiekerk Sint-Andries                                             |                |                       | Bikschote    | Bikschotestraat                              | 50° 55' 34" NB, 2° 51' 54" OL | 44117   | Parochiekerk Sint-Andries                                             |
| Gemeentehuis van Bikschote                                            |                |                       | Bikschote    | Bikschotestraat 97                           | 50° 55' 32" NB, 2° 51' 55" OL | 44118   | Gemeentehuis van Bikschote                                            |
| School en onderwijzerswoning                                          |                |                       | Bikschote    | Bikschotestraat 101                          | 50° 55' 37" NB, 2° 51' 54" OL | 44119   | Upload foto                                                           |
| Klooster en schooltje                                                 |                |                       | Bikschote    | Bikschotestraat 107                          | 50° 55' 37" NB, 2° 51' 51" OL | 44120   | Klooster en schooltje                                                 |
| Hoeve Kapellehof                                                      |                |                       | Bikschote    | Diksmuidestraat 13                           | 50° 55' 36" NB, 2° 52' 41" OL | 44121   | Hoeve Kapellehof                                                      |
| Burgerhuis met maalderij en Blauwe Molen                              | Monument       |                       | Bikschote    | Pilkemstraat 28                              | 50° 55' 15" NB, 2° 52' 6" OL  | 44122   | Burgerhuis met maalderij en Blauwe Molen                              |
| Pastorie                                                              |                |                       | Bikschote    | Sint Janstraat 2                             | 50° 55' 35" NB, 2° 51' 55" OL | 44123   | Pastorie                                                              |
| Hoeve Eendenwal                                                       |                |                       | Poelkapelle  | Bareelstraat 1                               | 50° 56' 3" NB, 2° 57' 12" OL  | 44124   | Hoeve Eendenwal                                                       |
| Hoeve 't Bareelhof                                                    |                |                       | Poelkapelle  | Bareelstraat 5                               | 50° 56' 18" NB, 2° 57' 11" OL | 44125   | Hoeve 't Bareelhof                                                    |
| Hoeve Hof ter Watervliet                                              |                |                       | Poelkapelle  | Bruggestraat 49                              | 50° 55' 59" NB, 2° 58' 35" OL | 44127   | Hoeve Hof ter Watervliet                                              |
| Villa De Strombeek                                                    |                |                       | Poelkapelle  | Brugseweg 82                                 | 50° 54' 37" NB, 2° 56' 50" OL | 44128   | Villa De Strombeek                                                    |
| Vlasfabriek Veracx                                                    |                |                       | Poelkapelle  | Brugseweg                                    | 50° 54' 36" NB, 2° 56' 48" OL | 44129   | Vlasfabriek Veracx                                                    |
| School en onderwijzerswoning                                          |                |                       | Poelkapelle  | Brugseweg 120                                | 50° 55' 1" NB, 2° 57' 22" OL  | 44130   | School en onderwijzerswoning                                          |
| Hoeve                                                                 |                |                       | Poelkapelle  | Brugseweg 129                                | 50° 54' 15" NB, 2° 56' 25" OL | 44131   | Hoeve                                                                 |
| Eclectisch rijhuis                                                    |                |                       | Poelkapelle  | Brugseweg 152                                | 50° 55' 10" NB, 2° 57' 34" OL | 44132   | Eclectisch rijhuis                                                    |
| Hoeve 't Kasteelhof                                                   |                |                       | Poelkapelle  | Brugseweg 188                                | 50° 55' 13" NB, 2° 57' 46" OL | 44133   | Hoeve 't Kasteelhof                                                   |
| Burgerhuis en bedrijfsgebouwen                                        |                |                       | Poelkapelle  | Brugseweg 245                                | 50° 55' 13" NB, 2° 57' 33" OL | 44134   | Burgerhuis en bedrijfsgebouwen                                        |
| Herenhuis met brouwerij                                               |                |                       | Poelkapelle  | Brugseweg 261                                | 50° 55' 16" NB, 2° 57' 45" OL | 44135   | Herenhuis met brouwerij                                               |
| Gedenkteken voor Georges Guynemer                                     | Monument       |                       | Poelkapelle  | Guynemerplein                                | 50° 55' 3" NB, 2° 57' 24" OL  | 44136   | Gedenkteken voor Georges Guynemer                                     |
| Parochiekerk Onze-Lieve-Vrouw                                         |                |                       | Poelkapelle  | Guynemerplein                                | 50° 55' 6" NB, 2° 57' 29" OL  | 44137   | Parochiekerk Onze-Lieve-Vrouw                                         |
| Politiebureau-Brandweer                                               |                |                       | Poelkapelle  | Guynemerplein 5, 6                           | 50° 55' 6" NB, 2° 57' 25" OL  | 44138   | Politiebureau-Brandweer                                               |
| Hoekhuis                                                              |                |                       | Poelkapelle  | Guynemerplein 23                             | 50° 55' 2" NB, 2° 57' 26" OL  | 44140   | Hoekhuis                                                              |
| Hoeve 't Oude Lindenhof                                               |                |                       | Poelkapelle  | Houthulstseweg 41                            | 50° 55' 21" NB, 2° 57' 5" OL  | 44143   | Hoeve 't Oude Lindenhof                                               |
| Eclectische villa                                                     |                |                       | Poelkapelle  | Houthulstseweg 73                            | 50° 56' 3" NB, 2° 56' 33" OL  | 44144   | Eclectische villa                                                     |
| Station Poelkapelle                                                   |                |                       | Poelkapelle  | Houthulstseweg 94                            | 50° 55' 59" NB, 2° 56' 40" OL | 44145   | Station Poelkapelle                                                   |
| Hoeve Boskasteel                                                      |                |                       | Poelkapelle  | Kattestraat 18                               | 50° 56' 52" NB, 2° 57' 50" OL | 44146   | Hoeve Boskasteel                                                      |
| Hoeve 't Blauwhof                                                     |                |                       | Poelkapelle  | Kwellestraat 19                              | 50° 54' 51" NB, 2° 57' 46" OL | 44147   | Hoeve 't Blauwhof                                                     |
| Pastorie                                                              |                |                       | Poelkapelle  | Nieuwplaats 2                                | 50° 55' 4" NB, 2° 57' 31" OL  | 44148   | Pastorie                                                              |
| Klooster en school                                                    |                |                       | Poelkapelle  | Nieuwplaats 13-15                            | 50° 55' 4" NB, 2° 57' 36" OL  | 44149   | Klooster en school                                                    |
| Hoeve Middelstede                                                     |                |                       | Poelkapelle  | Peerdebeekstraat 3                           | 50° 55' 30" NB, 2° 57' 42" OL | 44151   | Hoeve Middelstede                                                     |
| Hoeve Memling                                                         |                |                       | Poelkapelle  | Peerdebeekstraat 8                           | 50° 55' 51" NB, 2° 57' 41" OL | 44152   | Hoeve Memling                                                         |
| Hoeve Aen den poel                                                    |                |                       | Poelkapelle  | Peerdebeekstraat 10                          | 50° 55' 55" NB, 2° 57' 54" OL | 44153   | Hoeve Aen den poel                                                    |
| Gedenkkruis voor adjudant Dresse                                      | Monument       |                       | Poelkapelle  | Poperingestraat                              | 50° 56' 17" NB, 2° 58' 19" OL | 44154   | Gedenkkruis voor adjudant Dresse                                      |
| Tweegezinswoning                                                      |                |                       | Poelkapelle  | Stadensteenweg 31-33                         | 50° 56' 52" NB, 2° 58' 29" OL | 44155   | Tweegezinswoning                                                      |
| Hoeven met losse bestanddelen                                         |                |                       | Poelkapelle  | Stroombeekstraat 4-6                         | 50° 54' 12" NB, 2° 57' 48" OL | 44157   | Hoeven met losse bestanddelen                                         |
| Hoeve                                                                 |                |                       | Poelkapelle  | Wallemolenstraat 43                          | 50° 54' 22" NB, 2° 59' 4" OL  | 44158   | Hoeve                                                                 |
| Duits militair erekerkhof                                             | Monument       |                       | Langemark    | Klerkenstraat                                | 50° 55' 14" NB, 2° 55' 1" OL  | 83766   | Duits militair erekerkhof                                             |
| Gedenkteken voor 34th Division met Duitse bunker                      | Monument       |                       | Langemark    | Beekstraat                                   | 50° 55' 28" NB, 2° 54' 48" OL | 200670  | Gedenkteken voor 34th Division met Duitse bunker                      |
| Britse militaire begraafplaats Cement House Cemetery                  | Monument       |                       | Langemark    | Boezingestraat                               | 50° 54' 17" NB, 2° 54' 27" OL | 200671  | Britse militaire begraafplaats Cement House Cemetery                  |
| Britse militaire begraafplaats Ruisseau Farm Cemetery                 | Monument       |                       | Langemark    | Melkerijstraat                               | 50° 54' 43" NB, 2° 53' 57" OL | 200672  | Britse militaire begraafplaats Ruisseau Farm Cemetery                 |
| Britse militaire begraafplaats Dochy Farm New British Cemetery        | Monument       |                       | Langemark    | Zonnebekestraat                              | 50° 52' 53" NB, 2° 58' 20" OL | 200673  | Britse militaire begraafplaats Dochy Farm New British Cemetery        |
| Britse militaire begraafplaats Seaforth Cemetery, Cheddar Villa       | Monument       |                       | Langemark    | Brugseweg                                    | 50° 52' 49" NB, 2° 55' 35" OL | 200674  | Britse militaire begraafplaats Seaforth Cemetery, Cheddar Villa       |
| Britse militaire begraafplaats Bridge House Cemetery                  | Monument       |                       | Langemark    | Roeselarestraat                              | 50° 52' 46" NB, 2° 56' 13" OL | 200675  | Britse militaire begraafplaats Bridge House Cemetery                  |
| Britse militaire begraafplaats Saint Julien Dressing Station Cemetery | Monument       |                       | Langemark    | Felix Nadarstraat                            | 50° 53' 16" NB, 2° 56' 9" OL  | 200676  | Britse militaire begraafplaats Saint Julien Dressing Station Cemetery |
| Britse militaire begraafplaats Poelcapelle British Cemetery           | Monument       |                       | Langemark    | Brugseweg                                    | 50° 55' 11" NB, 2° 58' 16" OL | 200677  | Britse militaire begraafplaats Poelcapelle British Cemetery           |
| Olieslagerij                                                          |                |                       | Langemark    | Nieuwe Kalsijde 5B                           |                               | 212400  | Olieslagerij                                                          |
| Gedenkkruis 3de linieregiment                                         |                |                       | Bikschote    | Provincieweg                                 |                               | 212902  | Gedenkkruis 3de linieregiment                                         |
| Gedenkkruis militaire en burgerlijke doden                            |                |                       | Bikschote    | Bikschotestraat                              |                               | 213282  | Gedenkkruis militaire en burgerlijke doden                            |
| Gedenksteen 2e Chasseurs d'Afrique                                    |                |                       | Langemark    | Beekstraat                                   |                               | 213283  | Gedenksteen 2e Chasseurs d'Afrique                                    |
| Gedenkzuil 20th Light Division                                        |                |                       | Langemark    | Boezingestraat                               |                               | 213284  | Gedenkzuil 20th Light Division                                        |
| Gedenkzuil militaire en burgerlijke doden                             |                |                       | Langemark    | Brugseweg                                    |                               | 213285  | Gedenkzuil militaire en burgerlijke doden                             |
| Gedenkzuil militaire en burgerlijke doden                             |                |                       | Langemark    | Markt                                        |                               | 213286  | Gedenkzuil militaire en burgerlijke doden                             |
| Gedenkzuil militaire en burgerlijke doden                             |                |                       | Poelkapelle  | Brugseweg                                    |                               | 213287  | Gedenkzuil militaire en burgerlijke doden                             |
| Militair ereperk op burgerlijke begraafplaats Poelkapelle             |                |                       | Poelkapelle  | Lange Molenstraat                            |                               | 213341  | Militair ereperk op burgerlijke begraafplaats Poelkapelle             |
| Noodwoning                                                            |                |                       | Langemark    | Roeselarestraat 5                            |                               | 213359  | Noodwoning                                                            |
| Duitse betonconstructie                                               |                |                       | Langemark    | Pilkemstraat 19                              |                               | 213411  | Duitse betonconstructie                                               |
| Duitse betonconstructie                                               |                |                       | Bikschote    | Pilkemstraat                                 |                               | 213412  | Duitse betonconstructie                                               |
| Duitse betonconstructie                                               |                |                       | Bikschote    | Sasstraat                                    |                               | 213413  | Duitse betonconstructie                                               |
| Duitse betonconstructie Cement House                                  | Monument       |                       | Langemark    | Boezingestraat 148                           |                               | 213414  | Duitse betonconstructie Cement House                                  |
| Bunker Kasteelhof                                                     |                |                       | Langemark    | Cayennestraat                                |                               | 213415  | Bunker Kasteelhof                                                     |
| Duitse constructie                                                    |                |                       | Langemark    | Mangelaarstraat                              |                               | 213416  | Duitse constructie                                                    |
| Bunker                                                                |                |                       | Langemark    | Peperstraat                                  |                               | 213418  | Bunker                                                                |
| Duitse constructie Kaserne 2 Herzog Albrecht                          | Monument       |                       | Langemark    | Peperstraat                                  |                               | 213419  | Duitse constructie Kaserne 2 Herzog Albrecht                          |
| Duitse constructie Pond Farm                                          |                |                       | Langemark    | Roeselarestraat                              |                               | 213420  | Duitse constructie Pond Farm                                          |
| Betonnen constructie                                                  |                |                       | Poelkapelle  | Stroombeekstraat                             |                               | 213421  | Betonnen constructie                                                  |
| Duitse betonconstructie Corverbeek                                    |                |                       | Poelkapelle  | Conterdreef                                  |                               | 213422  | Duitse betonconstructie Corverbeek                                    |
| Duitse bunker Vee Bend                                                | Monument       |                       | Langemark    | Klerkenstraat                                |                               | 213558  | Duitse bunker Vee Bend                                                |
| Duitse constructie Koekuit-Stellung                                   |                |                       | Langemark    | Klerkenstraat                                |                               | 213559  | Duitse constructie Koekuit-Stellung                                   |
| Vier Duits-Britse schuilplaatsen Canopus Trench                       | Monument       |                       | Langemark    | Wijngaardstraat                              |                               | 213560  | Vier Duits-Britse schuilplaatsen Canopus Trench                       |
| 2 Duitse constructies oude spoorwegbedding                            | Monument       |                       | Poelkapelle  | Stadensteenweg                               |                               | 213561  | 2 Duitse constructies oude spoorwegbedding                            |
| Duitse betonconstructie                                               |                |                       | Poelkapelle  | Conterdreef                                  |                               | 213562  | Duitse betonconstructie                                               |
| Duitse betonconstructie                                               |                |                       | Poelkapelle  | Poorterstraat                                |                               | 213563  | Duitse betonconstructie                                               |
| Duitse bunker Cheddar Villa                                           | Monument       |                       | Langemark    | Brugseweg 1                                  |                               | 213587  | Duitse bunker Cheddar Villa                                           |
| Duitse betonconstructie                                               |                |                       | Langemark    | Beekstraat                                   |                               | 213618  | Duitse betonconstructie                                               |
| Restanten betonconstructie militair domein                            |                |                       | Poelkapelle  | Houthulstseweg                               |                               | 213619  | Restanten betonconstructie militair domein                            |
| Naamsteen Eindoffensief Steenbeek                                     |                |                       | Langemark    | Boezingestraat                               |                               | 213640  | Naamsteen Eindoffensief Steenbeek                                     |
| Gedenkkapel Onze-Lieve-Vrouw van Vrede                                |                |                       | Bikschote    | Bikschotestraat                              |                               | 213655  | Gedenkkapel Onze-Lieve-Vrouw van Vrede                                |
| Herberg De Zwaan                                                      |                |                       | Poelkapelle  | Houthulstseweg 1                             |                               | 215057  | Herberg De Zwaan                                                      |
| Muur van de opgeheven Duitse militaire begraafplaats                  |                |                       | Poelkapelle  | Brugseweg                                    |                               | 215420  | Muur van de opgeheven Duitse militaire begraafplaats                  |
| Duitse betonconstructie DOVO                                          |                |                       | Poelkapelle  | Kattestraat 19                               |                               | 216832  | Duitse betonconstructie DOVO                                          |
| Duitse geschutsbedding Houthulstbos                                   | Monument       |                       | Poelkapelle  | Houthulstseweg                               |                               | 217048  | Duitse geschutsbedding Houthulstbos                                   |
| Steenstratebrug                                                       |                |                       | Bikschote    | Provincieweg                                 |                               | 217137  | Steenstratebrug                                                       |